# Louis Boudreault
Pour les articles homonymes, voir Louis « Pitou » Boudreault et Boudreault.
Louis Boudreault, né le 24 septembre 1956 aux Îles de la Madeleine, est un artiste canadien.

## Biographie
Louis Boudreault a fait ses études à Paris (École du Louvre), puis a perfectionné son dessin dans l’atelier de Mac Avoy. Après l'École du Louvre, il agit, de 1987 à 1993, en tant que conseiller pour d’importantes collections impressionnistes et modernes. Dès 1994, il se voue entièrement à la création. Boudreault s'installe à Montréal, en 1998, où il habite et travaille depuis. Son atelier est situé au cœur de Montréal, près de la Place des Arts. 
En Asie et en Europe, Louis Boudreault expose dans de prestigieuses galeries d'art, telle Tornabuoni.   

## Œuvre
L'art de Louis Boudreault n'a rien du déjà vu[Interprétation personnelle ?]. Il réinvente les codes. Si l'on y retrouve le souvenir de Vladimir Nabokov quant à l'exploration de la mémoire ou encore ces regards peints qui marquèrent à jamais la renaissance Italienne, l'admiration de l'artiste pour Andy Warhol, les papiers découpés d'Henri Matisse ou ceux déchirés de Jean-Michel Basquiat, deviendra pour le spectateur une évidence.
Critique d'art au journal Le Monde, Harry Bellet décrit l'œuvre de Boudreault comme une nouvelle description plastique des années qui passent. Pour qui découvre le travail de Boudreault il y a d'abord un choc esthétique car son dessin est impressionnant. Ensuite s'installe un aspect plus métaphysique ou s'engrènent toutes les méditations possibles sur la fuite du temps. À tout cela s'ajoute un paradoxal sentiment de permanence, celui d'une œuvre, la sienne en conséquence.
Boudreault emploie une iconographie variée mais toujours reliée à l'enfance, à la naissance ou a « ancré dans une profonde fascination pour la matière ». 
Son travail permet de porter un regard neuf et à la fois nostalgique sur ses sujets. Jouant des références acquises lors de sa formation en histoire de l’art, il utilise plusieurs techniques. Le papier est omniprésent dans son œuvre tout comme le pigment brut qu’il utilise pour retrouver les frontières de la couleur.  
Boudreault travaille par série, explorant un même thème sur des périodes allant de 5 à 10 ans.

### Série desEnvois
Dans la série Les Envois, Louis Boudreault amorce une « réflexion sur la façon dont on se procurait pendant la Renaissance (1450-1590) les couleurs qui serviraient à peindre les grands chef-d’œuvre de la peinture occidentale ».
Comme il l’explique dans la présentation de l’exposition, « J’ai voulu recréer avec cette exposition la pureté de ces arrivées par caissons de précieux pigments. Y figurent seulement le nom du port d’envoi, et celui de la couleur. [...] Il est possible de penser que le voyage que nous offre la peinture n’est autre que celui de la couleur ».
La série Les Envois fut exposée en Amérique, en Europe et en Asie. 

### SérieDestinées
Débutée en 2006, la série Destinées rend hommage aux personnalités qui ont fait le XXe siècle. Il s’agit de grands portraits (220 cm. x 180 cm.) de personnalités ayant marqué leur époque : peintres, penseurs, écrivains, musiciens, philosophes. Louis Boudreault a choisi de les représenter enfants ou au tout début de l’adolescence, afin que notre regard reste neuf face à ces noms tant entendus.
Dans cette série, Louis Boudreault donne vie à ses idées par des accumulations de papier, souvent recyclé. À Paris, à l’automne 2011, la série a été ovationnée lors du vernissage à la Galerie Tornabuoni en présence de collectionneurs importants comme David Nahmad, des critiques Harry Bellet et Olivier Barrot, de l’ambassadeur du Canada, et de l’acteur Édouard Baer. 
Quelques semaines plus tard lors de la FIAC, ses œuvres ont conquis les collectionneurs. Plusieurs de ces tableaux ont fait l’objet de publications : la couverture du livre Les Révolutions de Marina de Bia Krieger (Boréal 2009) ou encore la pochette du C.D.  Ça se traverse et c’est beau de Juliette Gréco (Universal, 2012). 
La série Destinée compte aujourd’hui plus de 250 portraits dont Picasso, Gandhi, Kandinsky ou Maria Callas.

### Les Jardins
La série Les Jardins (1990-1998) sont les premiers travaux de Louis Boudreault en tant que peintre. Dès son début, les historiens de l'art s'intéressent à son travail. 
En 2011, Harry Bellet écrit :  
« (...)[Déjà, dans les années 1990, à ses débuts de peintre, il procédait sensiblement selon les mêmes principes : des couches et des couches successives de couleurs à l'huile remplaçaient alors les accumulations de papier mais elles étaient posées à la main sur toile, l'une après l'autre, jusqu'à ce que leur auteur soit satisfait de la couleur comme matière. Alors seulement, en lieu et place d'un visage, surgissait, perçant parfois la toile comme aujourd'hui les portraits d'enfants le font des strates du temps, une simple petite fleur... » 
Gérard Xuriguera rédige le catalogue de l'exposition de la série Jardins au Musée d'Histoire Naturelle de Menton  : 
« Attentif aux alternances saisonnières, à la rudesse des froidures hivernales de son pays et à la flamboyance des aubes estivales, [Louis Boudreault] peint relâché, dépourvu d’angoisse, en osmose avec la terre, de vastes toiles au coloris mouvants et fictivement unifiés, allant du bleu au mauve ou vice versa. Additionnant de ses paumes alertes couches et sous-couches, il allégorise en y inscrivant, à l’instar d’un garde-fou, ces fleurs (...) ». 

## Expositions (sélection)
Durant l'année 2014-2015 la série Destinée fut exposée à l'Espace Musée de Québecor Média. L'exposition compte trois volets : Voix d'ici - consacrée aux personnalités québécoises, Voix d'ailleurs - qui est un plaidoyer à la diversité, et Écrits et pensées - un hommage aux penseurs et aux écrivains.
Plus de soixante-dix tableaux hommages ont été présentés, ce qui en fait probablement le plus grand répertoire du genre.
Individuelle
- 1996 - Musée d’Histoire Naturelle, Menton, France
- 1997 - Musée d’Histoire Naturelle, Menton, France
- 2000 - Les Modernes Gallery, Montréal, Québec, Canada
- 2002 - Les Modernes Gallery, Montréal, Québec, Canada
- 2003 - Les Modernes Gallery, Montréal, Québec, Canada
- 2005 - Musée de la Mer, Havre-Aubert, Iles de la Madeleine, Québec, Canada
- 2007 - Han Art Gallery, Westmount, Québec, Canada
- 2008 - Han Art Gallery, Westmount, Québec, Canada
- 2010 - Han Art Gallery, Westmount, Québec, Canada
- 2011 - Galerie Tornabuoni, Paris, France
- 2011 - Art Beatus, Hong Kong, China
- 2011 - Han Art Gallery, Westmount, Québec, Canada
- 2012 - Han Art Gallery, Westmount, Québec, Canada
- 2013 - Albemarle Gallery, London
- 2015 - Espace Musée Québecor, Montréal, Québec

### Collectives
- 1993 - Art Asia, Hong Kong
- 1993 - Art Asia, Singapore
- 1997 - Contemporary Art Biennale, Florence, Italy
- 1999 - Ovazione, Torino, Italy
- 2003 - Art New York, U.S.A
- 2010 - Toronto International Art Fair, Ontario, Canada
- 2011 - Foire Internationale d’art contemporain (FIAC), Paris, France
- 2011 - Hong Kong International Art Fair, Hong Kong, China